# Kienesa we Wrocławiu
Kienesa we Wrocławiu – kienesa karaimska znajdująca się do 1989 we Wrocławiu przy ulicy Kniaziewicza 28. Była jedyną funkcjonującą kienesą w powojennej Polsce.

## Historia
Obszar współczesnej Polski nie był tradycyjnym terenem zamieszkania polskich Karaimów. W granicach II Rzeczypospolitej istniały cztery karaimskie gminy wyznaniowe (dżymaty) z własnymi pełnowartościowymi kienesami. Były to Troki, Wilno i Łuck z dawnego zaboru rosyjskiego oraz Halicz, dawniej w zaborze austriackim. Sami Karaimi, choć stanowili niewielką (liczącą około tysiąca osób) społeczność, należeli do jednej z nielicznych mniejszości religijnych uznanych w międzywojennej Polsce ustawowo (ich status uregulowano w pochodzącej z 1936 Ustawie o stosunku Państwa do Karaimskiego Związku Religijnego w Rzeczypospolitej Polskiej).
W powojennych granicach Karaimi znaleźli się w wyniku przesiedlenia przeprowadzonego na mocy układów republikańskich. Kilkadziesiąt rodzin, którym udało się przedostać w ten sposób do Polski, pochodziło z Troków, Wilna, Poniewieża, Łucka czy Halicza, gdzie tworzyli wcześniej dość zwarte społeczności. W Polsce powojennej utworzyli oni grupy o charakterze diasporalnym, a ich świątynie i miejsca kultu pozostały na terenie ZSRR.

W zmienionych warunkach Karaimi zjednoczyli się wokół trzech nowo powstałych gmin wyznaniowych: w Warszawie, Gdańsku i Wrocławiu. Ze względu na niewielką liczebność nie posiadali oni ani możliwości finansowych, ani palącej potrzeby wzniesienia pełnowartościowej kienesy. Mimo to we Wrocławiu podjęto próbę otworzenia domu modlitwy, który byłby uznany przez państwo za obiekt przeznaczony na potrzeby kultu religijnego i działał na zasadzie instytucjonalnej. W liście pochodzącym z 1953 roku hazzan Rafał Abkowicz pisał: 

(...)zmuszony byłem zwrócić się do Władz Miejscowych o przydział stałego lokalu dla potrzeb Karaimskiego Związku Religijnego i przy poparciu Prezydium Wojewódzkiej Rady Narodowej we Wrocławiu został przydzielony lokal przy ul. Kniaziewicza 28 we Wrocławiu. W lokalu tym mieszczą się: sala dla nabożeństw, kancelaria i świetlica. Ponieważ Karaimski Związek Religijny w Polskiej Rzeczypospolitej Ludowej dotychczas nie posiada, oprócz cmentarza w Warszawie, żadnych instytucji związanych z kultem religijnym i życiem kulturalno-oświatowym, przydzielony lokal będzie służył dla zaspakajania potrzeb religijnych i kulturalno-oświatowych wszystkich Karaimów zamieszkałych w Rzeczypospolitej Ludowej.

Wiadomo, że oprócz Wrocławia kienesę próbowano zorganizować tuż po II wojnie światowej również we Wrzeszczu, ze względu na zamieszkiwanie w ówczesnym Trójmieście nawet stu osób karaimskiego pochodzenia, które z konieczności musiały sprawować praktyki religijne jedynie w prywatnych mieszkaniach. Wnioski o przyznanie odpowiedniego obiektu na ten cel Karaimski Związek Religijny kierował w 1946 i 1947 do wojewody gdańskiego. Sprawa nie została jednak rozpatrzona pozytywnie.
Również dom modlitwy we Wrocławiu nie był typową kienesą, a pełniącym funkcję kienesy mieszkaniem, w którym trzy z pięciu pokoi przeznaczano na cele kultowe. Opiekę modlitewną w domu modlitwy sprawował hazzan Rafał Abkowicz, który począwszy od 1946 aż do ostatnich dni życia w 1992 odprawiał nabożeństwa sobotnie, świąteczne oraz pełnił posługę religijną związaną z narodzinami, ślubami i pogrzebami nie tylko we Wrocławiu, ale również w innych miejscach zamieszkania Karaimów – Opolu, Warszawie, Gdańsku (nabożeństwa odbywały się często w domach prywatnych). Dzięki niemu karaimska gmina wyznaniowa we Wrocławiu była jedyną po 1945, na czele której stała osoba duchowna. Kienesa we Wrocławiu działała do roku 1989.
Po śmierci hazzana Abkowicza Karaimi żyjący we współczesnej Polsce nie posiadają ani własnego duchownego, ani kienesy. Z tego względu miejscem nabożeństw z konieczności muszą być domy prywatne, a funkcje religijne pełnić zaczęły osoby świeckie.